# Malaysia Open 1986
Die Malaysia Open 1986 im Badminton fanden vom 7. bis zum 13. Juli 1986 in Kuala Lumpur, Malaysia, statt. Das Turnier wurde in Kategorie 1 der Grand-Prix-Wertung eingestuft.

## Finalresultate
| Disziplin    | Sieger                        | Finalist                     | Ergebnis            |
| ------------ | ----------------------------- | ---------------------------- | ------------------- |
| Herreneinzel | Zhao Jianhua                  | Misbun Sidek                 | 15:10, 15:13        |
| Dameneinzel  | Shi Wen                       | Wu Jianqiu                   | 7:11, 12:10, 11:9   |
| Herrendoppel | Jalani Sidek Razif Sidek      | Bobby Ertanto Rudy Heryanto  | 15:10, 11:15, 15:10 |
| Damendoppel  | Wu Jianqiu Lin Ying           | Verawaty Fajrin Ivanna Lie   | 15:4, 15:8          |
| Mixed        | Bobby Ertanto Verawaty Fajrin | Steen Fladberg Gillian Gilks | 15:7, 18:15         |